# Mabrya flaviflora
Mabrya flaviflora är en grobladsväxtart som först beskrevs av Ivan Murray Johnston, och fick sitt nu gällande namn av David A. Sutton. Mabrya flaviflora ingår i släktet Mabrya och familjen grobladsväxter. Inga underarter finns listade i Catalogue of Life.